# Draba amplexicaulis
Draba amplexicaulis là một loài thực vật có hoa trong họ Cải. Loài này được Franch. mô tả khoa học đầu tiên năm 1886.